# To the Ends of the Earth
To the Ends of the Earth (zu deutsch An das Ende der Welt)  ist eine britische dreiteilige Miniserie, in der die gleichnamige Romantrilogie von William Golding verfilmt wurde, mit Benedict Cumberbatch im 19. Jahrhundert als britischer Aristokrat auf Schiffsreise.
Nach der britischen Erstausstrahlung auf BBC Two im Juli 2005 erfolgte erst fünfzehn Jahre später die deutsche Ausstrahlung auf dem Sony Channel im Mai 2020. 2006 wurde die Serie für sechs British Academy Television Awards nominiert und gewann einen Satellite Award.

## Handlung
Im Jahr 1812 ist der junge britische Aristokrat Edmund Talbot auf Veranlassung seines Patenonkels Passagier auf einem früheren Kriegsschiff, dem ersten nach Sydney, wobei er Tagebuch führt, um seinem Patenonkel von den Mitreisenden zu berichten, sowie zur eigenen Reflexion. Der zu Beginn schnöselige Snob verkehrt mit der Besatzung und den anderen Passagieren, lernt dabei Tod, Liebe sowie Seenot kennen und erreicht schließlich gereift das Ziel.

## Episodenliste
| Nr. | Deutscher Titel    | Originaltitel    | Erstausstrahlung UK | Deutschsprachige Erstausstrahlung (D) | Regie         | Drehbuch                     |
| --- | ------------------ | ---------------- | ------------------- | ------------------------------------- | ------------- | ---------------------------- |
| 1 | Äquatortaufe       | Rites of Passage | 6. Juli 2005        | 21. Mai 2020                          | David Attwood | Leigh Jackson Tony Basgallop |
| Edmund Talbot tritt eine sechsmonatige Schiffsreise nach Australien an, bei der auch ein Pfarrer namens Colley dabei ist. Dieser wird beim unbefugten Betreten des Achterdecks vom Kapitän niedergemacht und während eines Rituals zur Äquatorüberquerung von der Besatzung gequält. Nach einem überraschenden Alkoholrausch wird erst Tage später entdeckt, dass der Pfarrer verstorben ist. Talbot und der Kapitän vermuten, er sei vergewaltigt worden, doch als sie bei einem Verhör erfahren, dass Schiffsoffiziere beteiligt waren, bricht der Kapitän die Ermittlung ab. Nachdem Talbot durch Passagiertratsch erfahren hat, dass der Pfarrer die Fellatio ausgeführt hatte, folgert er: „Menschen können vor Scham sterben“.                                                                                 |                    |                  |                     |                                       |               |                              |
| 2 | Die Eingepferchten | Close Quarters   | 13. Juli 2005       | 21. Mai 2020                          | David Attwood | Leigh Jackson Tony Basgallop |
| Während einer Flaute wird ein anderes Segel gesichtet und in Ungewissheit, ob es sich um einen Feind handelt, bereitet man sich darauf vor anzugreifen, wobei Talbot eine Kopfverletzung erleidet. Das andere Schiff stellt sich als das des britischen Sir Somerset heraus, der verkündet, dass der Krieg mit Frankreich vorbei sei. Talbot verliebt sich sofort in dessen Zögling Marion Chumley und wirbt darum, dass sie auf seinem Schiff weiterreise. Dort findet ein Festball statt, nach dem Chumley mit Somerset weiterreist, aber ein Offiziersaustausch stattfand. In einem Sturm hat Talbots Diener Wheeler solche Angst vor dem Ertrinken, dass er sich lieber erschießt. |                    |                  |                     |                                       |               |                              |
| 3 | Unter Feuer        | Fire Down Below  | 20. Juli 2005       | 21. Mai 2020                          | David Attwood | Leigh Jackson Tony Basgallop |
| Talbot konstatiert: „wir sind ein kaputtes Schiff“, denn ein Mast ist gebrochen und Wasser dringt ein. Die Passagiere Miss Granham und Mister Prettiman, der schwer verletzt wurde, haben sich verlobt und werden in Erwartung von Prettimans baldigem Tod vom Kapitän mit Talbot als Trauzeuge vermählt. Lieutenant Benét kann den Mast mit geschmolzenem Eisen aufrichten; Lieutenant Summers wiederum später das Schiff durch ein Eisfeld bringen. Nachdem es Prettiman wieder besser geht, beginnt Talbot sich mit ihm anzufreunden. Schließlich erreichen sie das Ziel Sydney und Talbot tritt seine Stelle an. Einige Tage nach der Ankunft bricht auf dem Schiff ein Feuer aus. Summers kommt in den Flammen ums Leben. Eines Tages trifft die Alcyone in Sydney ein und Talbot trifft Marion Chumley wieder. |                    |                  |                     |                                       |               |                              |

## Besetzung und Synchronisation
Die deutschsprachige Synchronisation erfolgte 2016 zur DVD-Veröffentlichung nach einem Dialogbuch von Klaus Schönicke und unter der Dialogregie von Detlef Klein durch die Digital Media Technologie GmbH in Hamburg.
| Rolle                 | Beschreibung          | Darsteller           | Synchronsprecher       |
| --------------------- | --------------------- | -------------------- | ---------------------- |
| Edmund Talbot         | Aristokrat            | Benedict Cumberbatch | Sascha Rotermund       |
| Besatzung HMS Pandora |                       |                      |                        |
| Anderson              | Captain               | Jared Harris         | Christian Rudolf       |
| Summers               | First Lieutenant      | Jamie Sives          | Jaron Löwenberg        |
| Deverel               | Lieutenant            | JJ Feild             | Tobias Diakow          |
| Passagiere            |                       |                      |                        |
| Colley                | Pfarrer               | Daniel Evans         |                        |
| Wheeler               | Talbots Diener        | Brian Pettifer       |                        |
| Mr. Prettiman         | Pädagoge              | Sam Neill            | Wolfgang Condrus       |
| Ms. Granham           | Gouvernante           | Victoria Hamilton    | Dagmar Dreke           |
| Mr. Brocklebank       | Künstler              | Richard McCabe       | Jens Wendland          |
| Mrs. Brocklebank      |                       | Denise Black         | Katja Brügger          |
| Zenobia               | Talbots Affäre        | Paula Jennings       | Sandra Maren Schneider |
| Mr. Pike              | Vater kleiner Töchter | John Singer          |                        |
| HMS Alcyone           |                       |                      |                        |
| Sir Henry Somerset    | Kapitän               | Charles Dance        | Holger Mahlich         |
| Lady Somerset         |                       | Cheryl Campbell      |                        |
| Marion Chumley        | Waise, Talbots Liebe  | Joanna Page          | Franciska Friede       |
| Benét                 | Lieutenant            | Niall Macgregor      | Rasmus Borowski        |

## Produktion
Leigh Jackson begann die Drehbuchadaption der drei Romane von William Golding, erkrankte aber, nachdem er bereits für alle drei Episoden einen großen Teil geleistet hatte, und verstarb im Jahr 2003. Regisseur David Attwood engagierte Tony Basgallop, sie fertigzustellen. Das Ergebnis würde schließlich Jackson gewidmet.
To the Ends of the Earth wurde beginnend im Juli 2004 vier Monate lang in Südafrika gedreht. Hauptdarsteller Benedict Cumberbatch war an jedem Tag am Set gebraucht und an jeder Szene beteiligt. Er hat in dieser Serie mit Paula Jennings seine erste Sexszene vor der Kamera.
Während der Zeit der Dreharbeiten wurden Cumberbatch und Mitschauspieler Denise Black und Theo Landey, als nachts ihr Auto bei einer Rundfahrt liegenblieb, überfallen und bedroht.

## Ausstrahlung
Die britische Erstausstrahlung fand vom 6. bis zum 20. Juli 2005 auf BBC Two statt.
In den Vereinigten Staaten wurde die Serie im Oktober 2006 im Rahmen der Masterpiece Theatre-Reihe ausgestrahlt, die britische Serien, hauptsächlich historische Literaturverfilmungen der BBC, zeigt.
In Deutschland wurde sie 2016 für eine im nächsten Jahr folgende DVD-Veröffentlichung synchronisiert  und erschien erst fünfzehn Jahre nach der originalen Ausstrahlung am 21. Mai 2020 (Christi Himmelfahrt) auf dem Pay-TV-Sender Sony Channel.

## Rezeption
Jonathan Wright vom Guardian bezeichnete sie als die beste Dramaserie des Jahres mit einer Seemeile Abstand.
Virginia Heffernan schrieb für die New York Times: „Die Produktion erfüllt die heldenhafte Leistung, die schwitzige, stinkende und durchnässte Atmosphäre einer Seereise zu vermitteln. […] Es ist ein faszinierendes Drama und auf eine Art deprimierend, die moralisch relevant scheint, aber seine Vorzüge sind daran gebunden, lebensecht zu scheinen.“

### Auszeichnungen und Nominierungen
British Academy Television Award 2006 Nominierungen:
- Beste Dramaserie
- Bestes Kostümdesign
- Bestes Produktionsdesign
- Bester Schnitt – Fiktion
- Beste Kamera & Licht – Fiktion
- Bester Ton – Fiktion

Biarritz Festival International de Programmes Audiovisuels 2006
- Golden FIPA – Nominierung

Monte-Carlo TV Festival 2006
- Golden Nymph: Bester Schauspieler in einer Miniserie – Sieg an Benedict Cumberbatch

Royal Television Society Television Awards Nominierungen
- 2005
  - Bester Filmschnitt
  - Bestes Produktionsdesign
  - Beste visuellen Effekte
- 2006: Beste Dramaserie

Satellite Awards 2006
- Beste Dramaserie – Sieg